# Ofatumumab
L'ofatumumab, DCI con i marchi HuMax-CD20 e ARZERRA è un farmaco appartenente alla classe degli anticorpi monoclonali; il suo bersaglio è la proteina CD20.
A differenza del rituximab, l'ofatumumab è un anticorpo monoclonale completamente umano.
Viene utilizzato a livello ospedaliero e solo in alcuni centri specializzati nel trattamento del linfoma non Hodgkin delle cellule B, nelle leucemie delle cellule B e in talune malattie autoimmuni. È altresì utilizzato nel trattamento della sclerosi multipla.

## Storia
L'ofatumumab è stato sviluppato da una società danese specializzata in biotecnologie Genmab A/S e, in seguito all'analisi dei dati di sicurezza ed efficacia prodotti dagli studi clinici, è stato approvato dalla Food and Drug Administration statunitense nel 2004 e dall'Agenzia europea per i medicinali (EMA) nel febbraio del 2009 per i pazienti affetti da linfoma non Hodgkin a cellule B, resistenti ad altri protocolli chemioterapia.
Attualmente viene distribuito da GlaxoSmithKline solo nei paesi dove il farmaco è stato autorizzato per la sperimentazione clinica, USA e Unione europea.

## Indicazioni
L'ofatumumab agisce sui linfociti B, distruggendo sia le cellule normali che quelle maligne; per tale ragione è utilizzato per il trattamento di malattie caratterizzate per avere un elevato numero di cellule B, cellule B iperattive o cellule B disfunzionali.
La maggior parte dei pazienti trattati con ofatumumab soffre di patologie neoplastiche come la leucemia ed il linfoma.
Non mancano impieghi nelle malattie autoimmuni. Infatti il farmaco ha mostrato efficacia nel trattamento dell'artrite reumatoide in studi clinici controllati.

## Meccanismo d'azione
L'anticorpo si lega al cluster di differenziazione 20 (CD20), espresso sulle cellule B, sin dalla fase precoce di differenziazione; il CD20 è invece assente sulle plasmacellule nella fase finale della differenziazione. Pur essendo l'esatta funzione del CD20 ignota, sembrerebbe che il complesso proteico giochi un ruolo importante nel flusso del calcio (Ca2+) attraverso la membrana cellulare, mantenendo la concentrazione intracellulare degli ioni calcio e consentendo così l'attivazione delle cellule B.
Resta poco chiaro l'esatto meccanismo d'azione del farmaco, ma è stato possibile rilevare che gli effetti combinati conducono all'eliminazione delle cellule B (incluse quelle maligne) dall'organismo, permettendo così lo sviluppo di una nuova popolazione cellulare sana dalle cellule staminali della linea linfoide.

## Eventi avversi
Tra i più gravi eventi avversi (che possono condurre a morte o handicap, sono stati segnalati:
Non ci sono segnalazioni di gravi effetti collaterali o indesiderati o avversi poiché il farmaco è, ancora, in fase III. Tali eventi saranno segnalati solo dopo il superamento della Fase III e quindi dopo la commercializzazione Fase IV.

### Ofatumumab
- (EN) Bruce A. Chabner e Dan L. Longo, Cancer Chemotherapy and Biotherapy: Principles and Practice, Lippincott Williams & Wilkins, 8 novembre 2010,  pp. 485–, ISBN 978-1-60547-431-1.
- (EN) Gail M. Wilkes, Gail M Wilkes, R.N., M.S., Margaret Barton-Burke, Margaret Barton-Burke, R.N., PH.D., Oncology Nursing Drug Handbook 2011, Jones & Bartlett Publishers, 14 dicembre 2010,  pp. 607–, ISBN 978-1-4496-0013-6.
- (EN) Yuti Chernajovsky e Ahuva Nissim, Therapeutic antibodies, Springer, 2007,  pp. 88–, ISBN 978-3-540-73258-7.
- (EN) Razelle Kurzrock e Maurie Markman, Targeted Cancer Therapy, Humana Press, 7 aprile 2008,  pp. 74–, ISBN 978-1-60327-423-4.
- (EN) Susan O'Brien, Hagop M. Kantarjian e Julie M. Vose, Management of Hematologic Malignancies, Cambridge University Press, 31 dicembre 2010,  pp. 364–, ISBN 978-0-521-89640-5.